# C/o Segemyhr
c/o Segemyhr (utläses care of Segemyhr) är en svensk komediserie (situationskomedi) som hade premiär på TV4 den 4 september 1998. Serien är en svensk version av den norska serien "Mot i brøstet". Serien utspelades runt lägenheten på Artillerigatan 35 (egentligen Grevgatan 14) på Östermalm i Stockholm. De två sista säsongerna utspelades på Styrmansgatan 52, i samma område. 
Serien sändes först i tre säsonger hösten 1998 till hösten 1999 i TV4. En fjärde säsong sändes hösten 2003 och en femte sändes hösten 2004. Samtliga säsonger har släppts på DVD. För manus stod i huvudsak Fredrik Lindström och Erik Haag.

## Handling
I centrum står den förnäme Fredrik Segemyhr (Johan Ulveson) som är lägenhetens ägare, hans flickvän Cecilia "Cilla" (Sussie Eriksson) samt vännerna Jan-Olof (Lennart Jähkel) och Anton (Olle Sarri).
Fredrik är en relativt egocentrisk före detta toppchef inom näringslivet, som råkat bli av med sitt jobb. Själv vägrar han erkänna sin arbetslöshet och hävdar bestämt att han är "mellan två jobb". Han försöker febrilt att komma tillbaka in i arbetslivet och kan tänka sig både ett toppjobb och ett mer ovanligt arbete. Han är även något av en besserwisser.
Cilla är sjuksköterska, ganska envis och något tävlingsinriktad, främst gentemot sin arbetskamrat Lillemor. Ibland kan hon hämnas på folk som hon tycker förtjänar det, som Jan-Olof.
Jan-Olof är inneboende hos Fredrik. En sexfixerad diversearbetare i medelåldern som inte har några större planer på att slå sig till ro. Han lärde känna Fredrik då han var bartender under 1980-talet.
Anton är också inneboende hos Fredrik, men flyttar in i ett senare skede. Han är en osäker ung taxichaufför och bor hos Fredrik enbart för att han inte orkar bo kvar hemma hos sin mor, och för att han inte har råd till något eget.

## Rollista

### Huvudroller
| Skådespelare    | Karaktär         |
| --------------- | ---------------- |
| Johan Ulveson   | Fredrik Segemyhr |
| Sussie Eriksson | Cecilia Jansson  |
| Lennart Jähkel  | Jan-Olof Berger  |
| Olle Sarri      | Anton Lund       |

### Gästskådespelare

#### Återkommande gästskådespelare
| Skådespelare        | Karaktär                  | Säsong        |
| ------------------- | ------------------------- | ------------- |
| Anne-Lie Rydé       | Irene (Antons mamma)      | Säsong 1–5    |
| Ann Petrén          | Bibbi (Fredriks syster)   | Säsong 1–2    |
| Claus Bue           | Terapeuten                | Säsong 3      |
| Geir Atle Johnsen   | Bødvar                    | Säsong 3      |
| Helena af Sandeberg | Emma                      | Säsong 1–2    |
| Ingela Olsson       | Lillemor                  | Säsong 4–5    |
| Källa Bie           | Ulrika (Jan-Olofs dotter) | Säsong 3      |
| Leif Andrée         | Badvakt                   | Säsong 5      |
| Per Svensson        | Andreas                   | Säsong 4      |
| Thérèse Brunnander  | Gertrud                   | Säsong 2–3    |
| Tomas Tivemark      | Krister                   | Säsong 1, 4–5 |

## Avsnitt

### Säsong 1
| Nr       | Titel                   | Regissör       | Författare                                       | Sändningsdatum    | Tittarsiffror |
| -------- | ----------------------- | -------------- | ------------------------------------------------ | ----------------- | ------------- |
| 1 - 101  | "Tillökning i familjen" | Paal Wesenlund | Fredrik Lindström, Mikael Tornving, Ulf Kvensler | 4 september 1998  |               |
| 2 - 102  | "Konsulten"             | Paal Wesenlund | Fredrik Lindström, Mikael Tornving, Ulf Kvensler | 11 september 1998 |               |
| 3 - 103  | "Psykologen"            | Paal Wesenlund | Fredrik Lindström, Mikael Tornving, Ulf Kvensler | 18 september 1998 |               |
| 4 - 104  | "Tidningsbudet"         | Paal Wesenlund | Fredrik Lindström                                | 25 september 1998 |               |
| 5 - 105  | "Sex & samlevnad"       | Paal Wesenlund | Fredrik Lindström, Mikael Tornving, Ulf Kvensler | 2 oktober 1998    |               |
| 6 - 106  | "Larmet går"            | Paal Wesenlund | Fredrik Lindström, Mikael Tornving, Ulf Kvensler | 9 oktober 1998    |               |
| 7 - 107  | "Valet"                 | Paal Wesenlund | Fredrik Lindström, Mikael Tornving, Ulf Kvensler | 16 oktober 1998   |               |
| 8 - 108  | "Cypern"                | Paal Wesenlund | Fredrik Lindström                                | 23 oktober 1998   |               |
| 9 - 109  | "Sitt rätta jag"        | Paal Wesenlund | Mikael Tornving, Stefan Wistrand, Ulf Kvensler   | 24 mars 1999      |               |
| 10 - 110 | "Systern"               | Paal Wesenlund | Bror-Yngve Andersson, Fredrik Lindström          | 6 november 1998   |               |

### Säsong 2
| Nr       | Titel                         | Regissör         | Författare                   | Sändningsdatum   | Tittarsiffror |
| -------- | ----------------------------- | ---------------- | ---------------------------- | ---------------- | ------------- |
| 11 - 201 | "Inredarna"                   | Christjan Wegner | Erik Haag, Fredrik Lindström | 20 januari 1999  |               |
| 12 - 202 | "Fredrik jobbar hemma"        | Christjan Wegner | Erik Haag, Fredrik Lindström | 27 januari 1999  |               |
| 13 - 203 | "Konstkursen"                 | Christjan Wegner | Erik Haag, Fredrik Lindström | 3 februari 1999  |               |
| 14 - 204 | "Relationsutvärderingen"      | Christjan Wegner | Erik Haag, Fredrik Lindström | 10 februari 1999 |               |
| 15 - 205 | "Fredrik och Cilla separerar" | Christjan Wegner | Erik Haag, Fredrik Lindström | 17 februari 1999 |               |
| 16 - 206 | "Fredriks pånyttfödelse"      | Christjan Wegner | Erik Haag, Fredrik Lindström | 24 februari 1999 |               |
| 17 - 207 | "Nya grannen"                 | Christjan Wegner | Erik Haag, Fredrik Lindström | 3 mars 1999      |               |
| 18 - 208 | "Arbetssökarkursen"           | Christjan Wegner | Erik Haag, Fredrik Lindström | 10 mars 1999     |               |
| 19 - 209 | "Jeopardy"                    | Christjan Wegner | Erik Haag, Fredrik Lindström | 17 mars 1999     |               |
| 20 - 210 | "Nya sporter"                 | Christjan Wegner | Erik Haag, Fredrik Lindström | 31 mars 1999     |               |
| 21 - 211 | "Göra slut"                   | Christjan Wegner | Erik Haag, Fredrik Lindström | 7 april 1999     |               |
| 22 - 212 | "Matlagningskursen"           | Christjan Wegner | Erik Haag, Fredrik Lindström | 14 april 1999    |               |

### Säsong 3
| Nr       | Titel                     | Regissör     | Författare                  | Sändningsdatum    | Tittarsiffror |
| -------- | ------------------------- | ------------ | --------------------------- | ----------------- | ------------- |
| 23 - 301 | "Cilla åker till Norge"   | Gustav Boman | Erik Haag                   | 6 september 1999  |               |
| 24 - 302 | "Sex, lögner & videoband" | Gustav Boman | Erik Haag                   | 13 september 1999 |               |
| 25 - 303 | "Jag: Fredrik"            | Gustav Boman | Bengt Ohlsson, Erik Haag    | 20 september 1999 |               |
| 26 - 304 | "Den omoraliske Jan Olof" | Gustav Boman | Erik Haag                   | 27 september 1999 |               |
| 27 - 305 | "Cilla & Bødvar"          | Gustav Boman | Erik Haag                   | 4 oktober 1999    |               |
| 28 - 306 | "Bara vara vänner"        | Gustav Boman | Erik Haag, Erik Olff        | 11 oktober 1999   |               |
| 29 - 307 | "Oh mama"                 | Gustav Boman | Erik Haag, Erik Olff        | 18 oktober 1999   |               |
| 30 - 308 | "071-nummer"              | Gustav Boman | Erik Haag, Fredrik T Olsson | 25 oktober 1999   |               |
| 31 - 309 | "Fredriks prao"           | Gustav Boman | Erik Haag                   | 1 november 1999   |               |
| 32 - 310 | "Konnassören"             | Gustav Boman | Erik Haag                   | 8 november 1999   |               |
| 33 - 311 | "Anton fyller år"         | Gustav Boman | Erik Haag, Lars Lundström   | 15 november 1999  |               |
| 34 - 312 | "Svart eller vitt"        | Gustav Boman | Erik Haag                   | 22 november 1999  |               |

### Säsong 4
| Nr       | Titel                     | Regissör       | Författare                                 | Sändningsdatum    | Tittarsiffror |
| -------- | ------------------------- | -------------- | ------------------------------------------ | ----------------- | ------------- |
| 35 - 401 | "Fredriks utbrändhet"     | Kjell Sundvall | Erik Haag & Gustav Boman                   | 18 september 2003 |               |
| 36 - 402 | "Den ungdomliga Jan Olof" | Kjell Sundvall | Erik Haag & Gustav Boman                   | 25 september 2003 |               |
| 37 - 403 | "Korpfotbollen"           | Kjell Sundvall | Erik Haag, Erik Olff & Gustav Boman        | 2 oktober 2003    |               |
| 38 - 404 | "Skönhetstävlingen"       | Kjell Sundvall | Erik Haag, Gustav Boman & Martin Montelius | 9 oktober 2003    |               |
| 39 - 405 | "Sägningstjuven"          | Kjell Sundvall | Erik Haag & Gustav Boman                   | 16 oktober 2003   |               |
| 40 - 406 | "Cilla jobbar över"       | Kjell Sundvall | Erik Haag, Gustav Boman & Mikael Syrén     | 23 oktober 2003   |               |
| 41 - 407 | "Fredriks sockerberoende" | Kjell Sundvall | Erik Haag & Gustav Boman                   | 30 oktober 2003   |               |
| 42 - 408 | "Lillemors kokbok"        | Kjell Sundvall | Erik Haag, Erik Olff & Gustav Boman        | 6 november 2003   |               |
| 43 - 409 | "Frisören"                | Kjell Sundvall | Erik Haag, Gustav Boman & Mikael Syrén     | 13 november 2003  |               |
| 44 - 410 | "En ny kompis"            | Kjell Sundvall | Erik Haag, Gustav Boman & Martin Montelius | 20 november 2003  |               |
| 45 - 411 | "Cilla stjäl från jobbet" | Kjell Sundvall | Erik Haag & Gustav Boman                   | 27 november 2003  |               |
| 46 - 412 | "Nya relationer"          | Kjell Sundvall | Erik Haag & Gustav Boman                   | 4 december 2003   |               |

### Säsong 5
Regi av Kjell Sundvall, manus Erik Haag och Gustav Boman.
| Nr       | Titel                    | Regissör       | Författare               | Sändningsdatum    |
| -------- | ------------------------ | -------------- | ------------------------ | ----------------- |
| 47 - 501 | "Moderaterna"            | Kjell Sundvall | Erik Haag & Gustav Boman | 20 september 2004 |
| 48 - 502 | "Starta eget"            | Kjell Sundvall | Erik Haag & Gustav Boman | 27 september 2004 |
| 49 - 503 | "Antons nya jobb"        | Kjell Sundvall | Erik Haag & Gustav Boman | 4 oktober 2004    |
| 50 - 504 | "Nya säkerhetsåtgärder"  | Kjell Sundvall | Erik Haag & Gustav Boman | 11 oktober 2004   |
| 51 - 505 | "Den danska Jan Olof"    | Kjell Sundvall | Erik Haag & Gustav Boman | 18 oktober 2004   |
| 52 - 506 | "Egen ekonomi"           | Kjell Sundvall | Erik Haag & Gustav Boman | 25 oktober 2004   |
| 53 - 507 | "Gamla och nya kompisar" | Kjell Sundvall | Erik Haag & Gustav Boman | 1 november 2004   |
| 54 - 508 | "Rhapsody in Rock"       | Kjell Sundvall | Erik Haag & Gustav Boman | 8 november 2004   |
| 55 - 509 | "Cilla gör slut"         | Kjell Sundvall | Erik Haag & Gustav Boman | 22 november 2004  |
| 56 - 510 | "Anton och Lillemor"     | Kjell Sundvall | Erik Haag & Gustav Boman | 29 november 2004  |
| 57 - 511 | "Cillas pappa"           | Kjell Sundvall | Erik Haag & Gustav Boman | 6 december 2004   |
| 58 - 512 | "Fredrik får ett jobb"   | Kjell Sundvall | Erik Haag & Gustav Boman | 13 december 2004  |